# Consell General de l'Eure

Logo del Consell General

El Consell General de l'Eure és l'assemblea deliberant executiva del departament francès de l'Eure, a la regió de Normandia.
La seu es troba a Évreux i des de 2001 el president és Jean Louis Destans (PS).

## Presidents del consell
- Jean Louis Destans (2001 -)

## Composició
El març de 2011 el Consell General de l'Eure era constituït per 43 elegits pels 43 cantons de l'Eure.
| Partit                        | Sigles | Electes |
| ----------------------------- | ------ | ------- |
| Majoria (25 escons)           |        |         |
| Partit Socialista             | PS     | 12      |
| Partit Comunista Francès      | PCF    | 4       |
| Partit Radical d'Esquerra     | PRG    | 2       |
| Divers Gauche                 | DVG    | 7       |
| Oposició (18 escons)          |        |         |
| Unió pel Moviment Popular     | UMP    | 11      |
| Divers Droite                 | DVD    | 4       |
| Nou Centre                    | NC     | 3       |
| President del Consell General |        |         |
| Jean Louis Destans (PS)       |        |         |